# Canopus-Inseln
Die Canopus-Inseln sind eine Gruppe kleiner Inseln vor der Mawson-Küste des ostantarktischen Mac-Robertson-Lands. Sie liegen unmittelbar nördlich der Klungholmane im östlichen Teil der Holme Bay.
Norwegische Kartografen kartierten sie anhand von Luftaufnahmen der Lars-Christensen-Expedition 1936/37. Das Antarctic Names Committee of Australia benannte sie 1959 nach dem Stern Canopus.